# River Sioux (Iowa)
River Sioux es un lugar designado por el censo ubicado en el condado de Harrison en el estado estadounidense de Iowa. En el Censo de 2010 tenía una población de 59 habitantes y una densidad poblacional de 59,79 personas por km².

## Geografía
River Sioux se encuentra ubicado en las coordenadas 41°48′9″N 96°2′53″O / 41.80250, -96.04806. Según la Oficina del Censo de los Estados Unidos, River Sioux tiene una superficie total de 0.99 km², de la cual 0.99 km² corresponden a tierra firme y (0%) 0 km² es agua.

## Demografía
Según el censo de 2010, había 59 personas residiendo en River Sioux. La densidad de población era de 59,79 hab./km². De los 59 habitantes, River Sioux estaba compuesto por el 98.31% blancos, el 0% eran afroamericanos, el 1.69% eran amerindios, el 0% eran asiáticos, el 0% eran isleños del Pacífico, el 0% eran de otras razas y el 0% pertenecían a dos o más razas. Del total de la población el 0% eran hispanos o latinos de cualquier raza.